# 顧安生
顧安生（1943年4月20日—），江蘇漣水人，台灣的資深媒體工作者，前國防部部長顧祝同上將之侄，世界新聞專科學校（今世新大學）日間三專部編輯採訪科畢業，中國文化大學新聞研究所畢業，現為第一大飯店 （页面存档备份，存于）（簡稱「第一店」）董事長。
1969年進入台灣電視公司（台視）新聞部擔任記者，1984年接替盛竹如成為的當家主播，及後曾擔任台視新聞部經理及台視副總經理，於2005年1月28日退休。其妻為資深演員胡錦。
2010年6月17日，第一大飯店第十五屆第一次董事會推選顧安生接任董事長，因緣來自他與萬華企業（萬企）董事長蔡茂昌多年的交情，他受蔡茂昌的力邀「重出江湖」；而他在擔任董事長前，已經提前一年當監察人，預先熟稔董事會運作。

## 經歷
- 台視記者、主播
- 台視新聞部採訪組組長
- 台視新聞部經理
- 台視節目部經理
- 台視副總經理

## 曾擔任播報或主持節目
- 台視《偉大的建設》
- 台視《省政信箱》[4]
- 台視《白手成家》[5]
- 台視《早安您好 台視新聞》（與葉樹姍搭檔）
- 台視《台視午間新聞》（與周嘉川搭檔）
- 台視《台視晚間新聞》
- 台視《飛躍－台視新聞40年》《飛躍－台視體育40年》（兩者皆是台視開播40周年特別節目）

## 得獎
- 1986年金鐘獎以《台視晚間新聞》獲得最佳新聞節目主持人

| 前任： 盛竹如 1981年11月13日-1984年5月6日 | 《台視晚間新聞》主播 1984年5月7日—1989年4月21日 | 繼任： 李四端 1989年4月24日─1997年1月9日 |